# East Ongul Island
East Ongul Island  (även Higasi-Ongul Tô) är en ö i havet utanför Östantarktis. Den ligger strax öster om Ongul Island. Norge gör anspråk på området.